# Eve Kosofsky Sedgwick
Eve Kosofsky Sedgwick (ur. 2 maja 1950 w Dayton, zm. 12 kwietnia 2009 w Nowym Jorku) – amerykańska historyczka literatury, autorka książek o przełomowym wpływie na gender studies i teorię queer.

## Życiorys
Absolwentka Uniwersytetu Cornella, doktorat poświęcony powieści gotyckiej obroniła w 1975 na Uniwersytecie Yale. Wykładała literaturę m.in. w Hamilton College, na Uniwersytecie Bostońskim i w Amherst College oraz – do śmierci – filologię angielską na Uniwersytecie Miejskim w Nowym Jorku.
Do najważniejszych prac Sedgwick należą Between Men: English Literature and Male Homosocial Desire (1985) oraz Epistemology of the Closet (1990). W Between Men wprowadza pojęcie męskiego „pragnienia homospołecznego”, za pomocą którego analizuje klasyczne teksty literatury angielskiej od Szekspira po Dickensa. Więzi homospołeczne istnieją jej zdaniem zarówno między mężczyznami, jak i między kobietami. Jednak w przypadku kobiet istnieje ciągłość lub równoważność między relacjami homospołecznymi a homoseksualnymi (opisywane przez Adrienne Rich „lesbijskie kontinuum”), natomiast w przypadku mężczyzn te dwa typy relacji są sobie gwałtownie przeciwstawiane.
W Polsce do koncepcji Sedgwick nawiązują w swoich pracach Tomasz Basiuk i Błażej Warkocki.